# 赤燭遊戲
赤燭股份有限公司（英語：RED CANDLE GAMES CO，原名眺望者工作室）通稱赤燭遊戲，為台灣獨立遊戲開發團隊，成立於2015年9月。第一部作品《返校》初由姚舜庭發想，後與王光昊與王瀚宇兩兄弟合作，加上因《返校》專案陸續加入的江東昱、陳敬恆和楊適維，六位齊聚，正式成立赤燭遊戲，六位均為公司共同創辦人。

## 公司历史及重大事件
赤燭遊戲成立於2015年9月，主打作品《返校》由姚舜庭於2013發想，2015年公司正式成立後正式研發《返校》，並於2017年1月13日推出。拍攝《返校》宣傳影片時曾未經許可進入東勢高工舊校址，為此於2017年2月7日發表道歉聲明並重製相關影片。

2019年2月19日推出新作品《還願》。《還願》於Steam上架不久后因游戏中含有“習近平小熊維尼 ”字样的符咒而在中華人民共和國引发爭議，2月23日《還願》在Steam中国区下架后，2月26日赤燭宣佈将该遊戲从Steam上完全下架：4月19日《还愿》在
的中国大陆地区发行商「上海橘喵信息科技有限公司」被属地上海市杨浦区市场监督管理局“根据上级部门交办线索”进行立案调查，6月17日杨浦区市场监督管理局认定上海橘喵“经营含有法律、法规规定禁止内容的网络游戏”，决定吊销该公司营业执照。同年7月15日，赤烛官方facebook发表声明“短期内《還願》将不会再以任何形式销售、改版、或透过其他授权来营利” (現已重新上架)。
2019年6月推出《返校》改編電影首支預告片，電影於9月20日在台灣上映，在第56届金馬獎获得12项大奖提名。導演表示电影完全忠於游戏原作精神进行改編。另外與公視合作的改編影集則預計在2020年12月5日在台灣播出，並在Netflix進行全球同步上線。
2021年3月15日，赤燭遊戲宣布無論過去還是未來製作的專案，都會在自家網路商店上架。同年12月16日，宣布將推出新作品《九日》，並在2022年3月18日舉辦《九日》群眾募資活動。2024年5月，遊戲《九日》正式發行。

## 開發遊戲

### 已發行
| 年份   | 遊戲標題 | 平台(s) | 平台(s) | 平台(s)      | 平台(s) | 平台(s) | 平台(s) | 平台(s) | 平台(s) | 平台(s) | 平台(s)     |
| 年份   | 遊戲標題 | Android | iOS     | Linux/Proton | macOS   | PS4     | PS5     | Win     | NS      | XOne    | XSeries X&S |
| ------ | -------- | ------- | ------- | ------------ | ------- | ------- | ------- | ------- | ------- | ------- | ----------- |
| 2017年 | 《返校》 | 是      | 是      | 是           | 是      | 是      | 否      | 是      | 是      | 否      | 否          |
| 2019年 | 《還願》 | 否      | 否      | 否           | 是      | 否      | 否      | 是      | 否      | 否      | 否          |
| 2024年 | 《九日》 | 否      | 否      | 是           | 是      | 是      | 是      | 是      | 是      | 是      | 是          |

### 發行中止
- 《諾爾》，點擊式解謎文字冒險多結局遊戲，原定2017年底要發行，後停止開發，並未推出。[16]

### 合作項目
- 《滅火器-烤杯的火焰》，與樂團「滅火器」聯名合作，iOS版2017年8月22日於App Store上架。[17]
- 《Book Morning！》，與開發團隊Fourdesire聯名合作，Android版2022年3月20日、iOS版2022年3月21日於App Store上架。

## 外部連結
- 官方网站